# Teljes eszközhatékonyság
A teljes eszközhatékonyság (TEH, vagy idegen eredetű rövidítéssel OEE (Overall Equipment Effectiveness)) három termelési mutatószám: a minőségi mutató, a rendelkezésre állási mutató és a teljesítménymutató szorzata. Mindhárom mutató és ezáltal a szorzat értéke is 0 és 1, azaz 0% és 100% közé esik.
- A minőségi mutató a gyártott jó (nem selejt és nem újramunkálandó) darabszám és az összes gyártott darabszám aránya.
- A rendelkezésre állási mutató a gép vagy gyártósor elméleti teljes munkaidejének és valós munkaidejének aránya. Az elméleti teljes munkaidőt csökkentő tényező például a karbantartás, a nem tervezett javítás, illetve az állásidő anyaghiány vagy munkaerőhiány miatt.
- A teljesítménymutató pedig az elméletileg teljesíthető normához képest a gép valós munkaideje alatt teljesített darabszám aránya, azaz (időkkel megfogalmazva) a gyártott darabszámnak és a tervezett ütemidőnek a szorzata osztva a gép tényleges futási idejével.

TEH = OEE = (minőségi mutató) × (rendelkezésre állási mutató) × (teljesítménymutató)
Ha a fenti szorzatba behelyettesítjük az előző mutatók definícióit, akkor több azonos tényező fog szerepelni a számlálóban és a nevezőben is, így ezek „kiejtik” egymást, végül a következő marad:
TEH = OEE = (gyártott jó darabszám) × (tervezett ütemidő) / (a gép tervezett futási ideje)
Ennek ellenére amikor teljes eszközhatékonyságot számolunk, mégis célszerű mindhárom mutatót külön is kiszámolni, hiszen azok más-más információt hordoznak, alacsony értékük esetén más-más intézkedésekkel javíthatók.